# オカン (小説)
『オカン』は、西川のりお（漫才師）の小説。
出版に先んじて2000年9月3日、読売テレビでテレビドラマ化（天童よしみのドラマ初主演作品）された。

## 概要
西川のりおが、母（オカン）である北村光子を主人公に据え、自分が少年期を過ごした昭和30年代の大阪の商店街を舞台に描いた自伝的作品。同賞受賞作品集『いちご薄書』（植嶋由衣ほか著 読売新聞社, 2000.2）に収録された。
2002年3月25日、『オトンとオカン』に特別収録して出版（東京書籍）。 
2005年5月15日、『オカン』のタイトルで文庫化（徳間書店）。

## 受賞
- 「読売ヒューマンドキュメンタリー大賞カネボウスペシャル」第20回（1999年）優秀賞
- 「上方お笑い大賞」第29回（2000年）秋田實賞[1]

## テレビドラマ
2000年9月3日に、読売テレビのみで放送された。
日曜日の午後（15:00 - 16:25）に放送され、視聴率（ビデオリサーチ関西地区調べ）は21.6％（占拠率45.0％）だった。尚,BGMには田村直美のヒット曲【ゆずれない願い】のインストが起用された事でも話題を呼んだ。

### キャスト
- 北村光子（紀夫のオカン）： 天童よしみ
- 北村鶴雄（紀夫の父）： 橋爪功
- 北村紀夫： 久野雅弘（少年期）→赤井英和
- 上方よしお： 本人
- 運送会社の従業員： 誠直也
- 電気店の店主： 西川きよし
- 井之上チャル

### スタッフ
- 演出:田中壽一
- プロデューサー：尼子大介、辻由紀、田中壽一
- 企画：位寄雅雄
- 制作協力：吉本興業
- 脚本：森下直
- 原作：西川のりお

### 注
1. ↑  毎日新聞西日本版に連載した続編。
2. ↑  ISBN 978-4487797318
3. ↑  ISBN 978-4198922450
4. ↑  後日、他の系列局でも放送されたという説がある。